# Roy Montrell
Roy Montrell est un guitariste de rhythm and blues qui a été musicien de studio et qui a interprété quelques chansons pour son compte. Il est né le 27 février 1928 à La Nouvelle-Orléans en Louisiane et est mort le 16 mars 1979 à Amsterdam aux Pays-Bas, âgé de 51 ans.
Sa chanson (Everytime I Hear) That Mellow Saxophone a été reprise, en particulier par The Stray Cats et Imelda May. Elle fut choisie par Bob Dylan pour l'épisode Musical Instruments de son émission Theme Time Radio Hour (en) et figure sur le double CD de l'émission.
- Notices d'autorité :   - VIAF
  - ISNI
  - BnF (données)
  - LCCN
  - GND
  - WorldCat